# 老虎头水库
老虎头水库，位于中华人民共和国广西壮族自治区东南部博白县那卜镇境内，是白沙河上的一座大（2）型水库，水库以灌溉为主，兼有防洪、发电与城镇供水等综合效益。工程于1958年动工兴建，1960年竣工蓄水。水库集水面积136平方千米，总库容1.25亿立方米，水面面积8.41平方千米。水库大坝为黏土心墙土坝，主坝长360米，坝顶宽6米，有15座副坝，总长2000米。水库坝后电站总装机容量1.53兆瓦，年发电量250万千瓦时。水库灌溉面积6200公顷，水质达到Ⅰ类。